# UEFAフットサルチャンピオンズリーグ
UEFAフットサルチャンピオンズリーグ（英: UEFA Futsal Champions League）は、欧州サッカー連盟（UEFA）が主催する、クラブチームによるフットサルの大陸選手権大会である。

## 歴史
1984年には非公式大会としてフットサルヨーロッパクラブ選手権が設立された。フットサルヨーロッパクラブ選手権を置き換える形で、2001年に欧州サッカー連盟（UEFA）によってUEFAフットサルカップが設立された。2018年にはUEFAフットサルチャンピオンズリーグに改称した。

## 結果

### UEFAフットサルカップ
| シーズン | 優勝                 | スコア       | 準優勝               |
| -------- | -------------------- | ------------ | -------------------- |
| 2001-02  | カステジョン         | 5-1          | シャルルロワ         |
| 2002-03  | カステジョン         | 1-1 6-4      | シャルルロワ         |
| 2003-04  | インテルビュー       | 4-1 3-4      | ベンフィカ           |
| 2004-05  | シャルルロワ         | 4-3 6-6      | ディナモ・モスクワ   |
| 2005-06  | インテルビュー       | 6-3 3-4      | ディナモ・モスクワ   |
| 2006-07  | ディナモ・モスクワ   | 2-1          | インテルビュー       |
| 2007-08  | ヴィズ＝シナラ       | 4-4 (PK 3-2) | エルポソ・ムルシア   |
| 2008-09  | インテル・モビスター | 5-1          | ヴィズ＝シナラ       |
| 2009-10  | SLベンフィカ         | 3-2          | インテル・モビスター |
| 2010-11  | モンテルバシーノ     | 5-2          | スポルティングCP     |
| 2011-12  | FCバルセロナ         | 3-1          | ディナモ・モスクワ   |
| 2012-13  | カイラト             | 4-3          | ディナモ・モスクワ   |
| 2013-14  | FCバルセロナ         | 5-2          | ディナモ・モスクワ   |
| 2014-15  | カイラト             | 3-2          | FCバルセロナ         |
| 2015-16  | ユグラ・ユゴルスク   | 4-3          | インテル・モビスター |
| 2016-17  | インテルFS           | 7-0          | スポルティングCP     |
| 2017-18  | インテルFS           | 5-2          | スポルティングCP     |

### UEFAフットサルチャンピオンズリーグ
| シーズン | 優勝             | スコア       | 準優勝             | 3位                   | スコア                | 4位                   |
| -------- | ---------------- | ------------ | ------------------ | --------------------- | --------------------- | --------------------- |
| 2018-19  | スポルティングCP | 2-1          | カイラト           | FCバルセロナ          | 3–1                   | インテルFS            |
| 2019-20  | FCバルセロナ     | 2-1          | エルポソ・ムルシア | KPRF                  | 2-2 (PK 3-1)          | MFKチュメニ           |
| 2020-21  | スポルティングCP | 4-3          | FCバルセロナ       | インテルFSと カイラト | インテルFSと カイラト | インテルFSと カイラト |
| 2021-22  | FCバルセロナ     | 4-0          | スポルティングCP   | SLベンフィカ          | 5–2                   | ACCS                  |
| 2022–23  | パルマフットサル | 1–1 (PK 5–3) | スポルティング     | ベンフィカ            | 4–3                   | RSCアンデルレヒト     |
| 2023–24  | パルマフットサル | 5–1          | バルセロナ         | ベンフィカ            | 6–3                   | スポルティング        |
| 2024–25  | パルマフットサル | 9–4          | カイラト           |                       |                       |                       |

## クラブ別優勝回数
- 5回: インテルFS
- 4回: FCバルセロナ
- 3回: AEパルマ・フットサル
- 2回: プラジャス・デ・カステジョン、カイラト、スポルティングCP
- 1回: アクション21シャルルロワ（英語版）、ディナモ・モスクワ、SLベンフィカ、シナラ、モンテルバシーノ（英語版）、ユグラ・ユゴルスク